# Edgardo von Schroeders
Edgardo von Schroeders Sarratea (Valparaíso, 1883-Santiago, 1956) Almirante chileno, inspector general de la Armada en 1932.
En 1928, fue comandante de la corbeta General Baquedano, con el rango de capitán de navío. En 1923, con el grado de capitán de fragata, fue el primer comandante de la incipiente Aviación Naval chilena. En 1913, siendo teniente, se le había comisionado a Estados Unidos como comandante de uno de los dos primeros submarinos comprados por Chile, el Iquique. El comienzo de la I Guerra Mundial impidió que von Schroeders asumiera comando, pues el sumergible fue traspasado a Canadá. 
En 1931, con el rango de contralmirante y secundado por el Capitán de Navío Luis Muñoz Artigas, fue el enviado oficial del gobierno de Manuel Trucco ante la marinería rebelada en Coquimbo, durante la llamada Sublevación de la Escuadra. Como parte de este labor le tocó parlamentar con el llamado "Estado Mayor de las Tripulaciones" a bordo del Acorazado Almirante Latorre. Fue uno de los pocos miembros del cuerpo de almirantes que sobrevivió a la caída en desgracia masiva que siguió a la Sublevación. Fue inspector general de la Armada de Chile durante algunas semanas a principios de 1932, siendo el último oficial que ocupó la comandancia en jefe con ese título. 
En 1941 adhirió al Frente Nacional Chileno, una organización política corporativista que manifestaba simpatías por la Alemania Nazi, al tiempo que levantaba la candidatura para presidente del general retirado Francisco Javier Díaz Valderrama (La Prusia de América del Sur, Carlos Maldonado Prieto).
Tras retirarse fue uno de los fundadores del club de golf del balneario de Cachagua.